# CKLD-FM

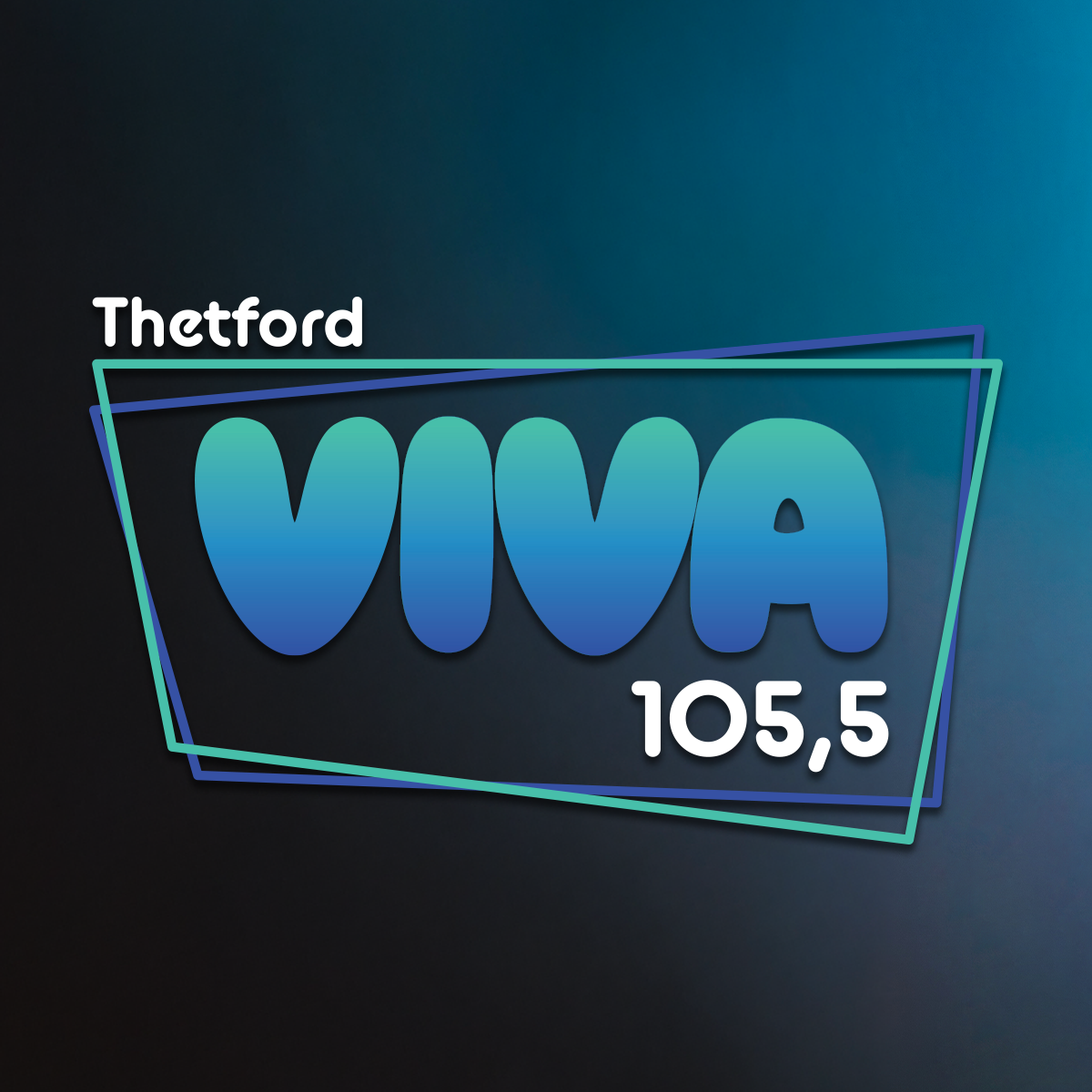

CKLD-FM, s'identifiant en ondes sous Plaisir 105,5 Thetford Mines est une station de radio québécoise propriété du groupe Arsenal Media diffusant à la fréquence 105,5 MHz sur la bande FM à Thetford Mines, Québec.
CKLD diffuse également son signal via un réémetteur à Disraeli (CJLP-FM) afin de desservir cette région. Elle fait partie du réseau « Plaisir », avec les stations 101,9 FM à Victoriaville,106,7 FM à Lac-Mégantic et 105,3 FM à Matane.
La station propose une programmation musicale variée qui s'adresse à une clientèle adulte. La programmation de la station fait une grande place aux acteurs ainsi qu'aux organismes locaux de la grande région de la MRC des Appalaches afin d'être à l'écoute de son milieu. CKLD diffuse également les matchs de l'Assurancia de Thetford. L'actualité régionale y occupe également une place de choix.

## Historique de la station
La station de radio CKLD de Thetford Mines entre en ondes le 12 février 1950 à la fréquence 1 230 kHz avec une puissance de 250 watts et affiliée à Radio-Canada.
En mars 1972, la station rejoint le Réseau des Appalaches fondé par François Labbée titulaire de Radio Mégantic Ltée. À cette époque le réseau regroupait également les antennes de CKFL Lac-Mégantic, de CFDA Victoriaville et une nouvelle station AM devant être mise sur pied à Plessisville.
En 1976, la station change de fréquence pour le 1 330 kHz, puis se désaffilie de Radio-Canada en 1979.
CKLD-FM connue sous le nom de Passion Rock suit la tendance de l'industrie et effectue sa migration vers la bande FM en 1999 sur la fréquence 105,5 MHz avec une puissance apparente rayonnée de 3 000 watts.
Le groupe Attraction Radio fait l'acquisition du Réseau des Appalaches en avril 2014, la transaction sera avalisée par le CRTC en 2015,.
Le 24 mai 2017, Attraction Radio annonce par voie de communiqué que Passion Rock deviendra Plaisir 105,5 à partir du 29 mai. Le déménagement des studios de la station (situés au 327 rue Labbé) est également annoncé. Les studios seront déplacés vers le centre-ville au 216, Notre-Dame Ouest au même édifice que la station CFJO-FM (O97,3).